# دونالد ماي
دونالد ماي (بالإنجليزية: Donald May)‏ هو ممثل أمريكي، ولد في 22 فبراير 1927 بشيكاغو في الولايات المتحدة.

## وصلات خارجية
- دونالد ماي على موقع IMDb (الإنجليزية)
- دونالد ماي على موقع ألو سيني (الفرنسية)
- دونالد ماي على موقع أول موفي (الإنجليزية)
- دونالد ماي على موقع قاعدة بيانات الأفلام السويدية (السويدية)
- دونالد ماي على موقع قاعدة بيانات الفيلم (الإنجليزية)